# Madagaskar op de Olympische Zomerspelen 2020
Madagaskar nam deel aan de Olympische Zomerspelen 2020 in Tokio, Japan.

## Atleten
Hieronder volgt een overzicht van de atleten die zich reeds hebben verzekerd van deelname aan de Olympische Zomerspelen 2020. Merk op dat reserves voor hockey, voetbal en waterpolo niet zijn meegerekend.
| sport         | vrouwen | mannen | totaal |
| ------------- | ------- | ------ | ------ |
| Atletiek      | 1       | 0      | 1      |
| Gewichtheffen | 2       | 0      | 2      |
| Judo          | 0       | 1      | 1      |
| Zwemmen       | 1       | 1      | 2      |
| totaal        | 4       | 2      | 6      |

## Deelnemers en Resultaten

### Atletiek
Mannen
Loopnummers
| atleet             | onderdeel | series | series | kwartfinale | kwartfinale | halve finale   | halve finale   | finale         | finale         |
| atleet             | onderdeel | tijd   | rang   | tijd        | rang        | tijd           | rang           | tijd           | rang           |
| ------------------ | --------- | ------ | ------ | ----------- | ----------- | -------------- | -------------- | -------------- | -------------- |
| Todisoa Rabearison | 400 m     | 48,40  | 8      | n.v.t.      | n.v.t.      | niet geplaatst | niet geplaatst | niet geplaatst | niet geplaatst |

### Gewichtheffen
Mannen
| atleet                       | onderdeel | trekken | trekken | stoten | stoten | totaal | rang |
| atleet                       | onderdeel | score   | rang    | score  | rang   | totaal | rang |
| ---------------------------- | --------- | ------- | ------- | ------ | ------ | ------ | ---- |
| Éric Andriantsitohaina       | -61 kg    | 114     | 13      | 150    | 9      | 264    | 11   |
| Tojonirina Andriantsitohaina | -67 kg    | 130     | 13      | 155    | 11     | 285    | 11   |

### Judo
Vrouwen
| atlete                 | onderdeel | eerste ronde         | tweede ronde          | derde ronde          | kwartfinale          | halve finale         | herkansing           | finale / BM          | finale / BM    |
| atlete                 | onderdeel | tegenstander uitslag | tegenstander uitslag  | tegenstander uitslag | tegenstander uitslag | tegenstander uitslag | tegenstander uitslag | tegenstander uitslag | rang           |
| ---------------------- | --------- | -------------------- | --------------------- | -------------------- | -------------------- | -------------------- | -------------------- | -------------------- | -------------- |
| Damiella Nomenjanahary | −63 kg    | n.v.t.               | Centracchio V 000-010 | niet geplaatst       | niet geplaatst       | niet geplaatst       | niet geplaatst       | niet geplaatst       | niet geplaatst |

### Zwemmen
Mannen
| atleet                  | onderdeel     | series | series | halve finale   | halve finale   | finale         | finale         |
| atleet                  | onderdeel     | tijd   | rang   | tijd           | rang           | tijd           | rang           |
| ----------------------- | ------------- | ------ | ------ | -------------- | -------------- | -------------- | -------------- |
| Heriniavo Rasolonjatovo | 100 m rugslag | 59,18  | 40     | niet geplaatst | niet geplaatst | niet geplaatst | niet geplaatst |

Mannen
| atleet            | onderdeel        | series  | series | halve finale | halve finale | finale         | finale         |
| atleet            | onderdeel        | tijd    | rang   | tijd         | rang         | tijd           | rang           |
| ----------------- | ---------------- | ------- | ------ | ------------ | ------------ | -------------- | -------------- |
| Tiana Rabarijaona | 400 m vrije slag | 4.28,41 | 23     | n.v.t.       | n.v.t.       | niet geplaatst | niet geplaatst |